# USS LST-999
O USS LST-999 foi um navio de guerra norte-americano da classe LST que operou durante a Segunda Guerra Mundial.